# Səmra Rəhimli
Səmra Rəhimli, née le 20 octobre 1994 en Azerbaïdjan, est une chanteuse azérie.
Le 10 mars 2016, elle est choisie en interne pour représenter l'Azerbaïdjan au concours Eurovision de la chanson 2016 à Stockholm, en Suède avec la chanson Miracle.
Elle participe à la première demi-finale, le 10 mai 2016 où elle se qualifie pour la finale, le 14 mai et termine le concours à la 17e position avec 117 points.

## Biographie
En 2015, elle participe à O Ses Türkiye (The Voice of Turkey) où elle parvient en quart de finale. En mars 2016, elle est finaliste de la cinquième saison de The Voice of Azerbaijan.

## Discographie

### Singles
| Année | Titre             | Album            |
| ----- | ----------------- | ---------------- |
| 2015  | "O sevir"         | Non-album single |
| 2016  | "Miracle"         | Non-album single |
| 2017  | "Badminton"       | Non-album single |
| 2018  | "Ters Gedir"      | Non-album single |
| 2018  | "Hypnotized"      | Non-album single |
| 2018  | "Пиджак" (Pidjak) | Non-album single |
| 2019  | "Armas"           | Non-album single |